# اسپیرفیش (داکوتای جنوبی)
اسپیرفیش(به انگلیسی: Spearfish) شهری در ایالت داکوتای جنوبی کشور ایالات متحده آمریکا است که جمعیت آن در سرشماری سال ۲۰۱۰ میلادی، ۱۰٬۴۹۴ نفر بوده‌است.